# Hauki-Termisjärvi
Hauki-Termisjärvi, samiska: Hávga-Dierpmesjávri är en sjö i Finland. Den ligger i kommunen Enontekis i landskapet Lappland, i den norra delen av landet, 900 km norr om huvudstaden Helsingfors. Termisjärvi ligger 435,6 meter över havet. Omgivningarna runt Termisjärvi är i huvudsak ett öppet busklandskap. Arean är 37,1 hektar och strandlinjen är 5,13 kilometer lång. Sjön  ingår i Kemi älvs huvudavrinningsområde. 